# Volltext (Zeitschrift)
Volltext (eigene Schreibweise: VOLLTEXT) ist eine vierteljährlich erscheinende deutschsprachige Literaturzeitschrift. Sie wird von Thomas Keul, Fatima Naqvi und Christian Reder herausgegeben. Die Zeitschrift erscheint seit 2002 regelmäßig viermal im Jahr. Erscheinungsländer sind Österreich, Deutschland und die Schweiz. Volltext ist zum Einzelpreis von 5,90 € im Buchhandel, in Trafiken und an Kiosken sowie im Handverkauf zu erwerben und über verschiedene Abo-Angebote zu beziehen.

## Inhalt
Ziel von Volltext ist es, die Gegenwartsliteratur einem möglichst breiten Publikum zugänglich zu machen. Den redaktionellen Schwerpunkt bilden Originalbeiträge und Vorabdrucke, die durch Interviews, Porträts, Reportagen und Kritiken/Rezensionen ergänzt werden. Das Spektrum umfasst alle literarischen Gattungen. Wesentlicher Bestandteil der Zeitung sind die regelmäßigen Kolumnen Neulich von Andreas Maier, Unsere Popmoderne, in der Marc Degens Neuerscheinungen fiktiver Autoren vorstellt, Die Bewohner von Château Talbot von Arno Geiger, Nicht mehr lieferbar! von Clemens J. Setz über vergriffene Werke bedeutender Autoren und die Rubrik Carte blanche, in der Verleger zu Wort kommen. Der Lyrik widmet sich Silke Scheuermann im Lyrischen Moment und Michael Braun in seinem Lyrik-Logbuch.
Neben den regulären Ausgaben erscheinen diverse Sondernummern, etwa zu Ernst Jandl oder Schwerpunkthefte zum Ingeborg-Bachmann-Preis. In der Ausgabe 3/2011 zur Frankfurter Buchmesse, deren Texte zur Gänze von Schriftstellern stammen, wurden die Namen sämtlicher Autoren anonymisiert bzw. chronologisch durchnummeriert, um – wie Herausgeber (Nummer 2) und Redakteurin (Nummer 3) im Editorial schreiben – den „Namenzauber“ klingender Namen von Autoren und Verlagen zu nivellieren.
Thomas Keul und Christian Reder sind zudem Herausgeber der Wissenschaftszeitung Recherche.